# Кермен
Ке́рмен (болг. Кермен) — місто в Сливенській області Болгарії. Входить до складу общини Сливен.

## Населення
За даними перепису населення 2011 року у місті проживала 1801 особа.
Національний склад населення міста:
| Національність   | Кількість осіб | Відсоток |
| ---------------- | -------------- | -------- |
| болгари          | 1395           | 88,6 %   |
| цигани           | 169            | 10,7 %   |
| турки            | 5              | 0,3 %    |
| Всього відповіли | 1575           |          |

Розподіл населення за віком у 2011 році:
Динаміка населення: